# Лейк-Каутрі
Лейк-Каутрі (англ. Lake Country) — окружний муніципалітет в Канаді, у провінції Британська Колумбія, у складі регіонального округу Сентрал-Оканаґан.

## Населення
За даними перепису 2016 року, окружний муніципалітет нараховував 12922 особи, показавши зростання на 10,4%, порівняно з 2011-м роком. Середня густина населення становила 105,8 осіб/км².
З офіційних мов обидвома одночасно володіли 810 жителів, тільки англійською — 11 920, тільки французькою — 5, а 35 — жодною з них. Усього 1165 осіб вважали рідною мовою не одну з офіційних, з них 5 — одну з корінних мов, а 40 — українську.
Працездатне населення становило 67,6% усього населення, рівень безробіття — 7,5% (8,1% серед чоловіків та 6,8% серед жінок). 81,5% осіб були найманими працівниками, а 17,4% — самозайнятими.
Середній дохід на особу становив $49 526 (медіана $36 839), при цьому для чоловіків — $61 064, а для жінок $37 933 (медіани — $47 488 та $29 626 відповідно).
30,8% мешканців мали закінчену шкільну освіту, не мали закінченої шкільної освіти — 14%, 55,1% мали післяшкільну освіту, з яких 29,1% мали диплом бакалавра, або вищий, 75 осіб мали вчений ступінь.
| Статево-вікова структура населення | Статево-вікова структура населення | Статево-вікова структура населення | Статево-вікова структура населення | Статево-вікова структура населення |
| ---------------------------------- | ---------------------------------- | ---------------------------------- | ---------------------------------- | ---------------------------------- |
|                                    |                                    |                                    |                                    |                                    |
| Всього                             | Всього                             | 49,9%50,1%                         |                                    |                                    |
| 0 — 14 років                       | 0 — 14 років                       |                                    | 15,6%                              | 15,6%                              |
| 15 — 64 років                      | 15 — 64 років                      |                                    | 67,8%                              | 67,8%                              |
| 65 і більше                        | 65 і більше                        |                                    | 16,6%                              | 16,6%                              |
| 85 і більше                        | 85 і більше                        |                                    | 1,7%                               | 1,7%                               |
| Середній вік (років)               | Середній вік (років)               | 42,142,6                           | 42,4                               | 42,4                               |
| Медіана (років)                    | Медіана (років)                    | 44,145,4                           | 44,7                               | 44,7                               |
| — чоловіки — жінки                 |                                    |                                    |                                    |                                    |

| Походження мешканців:     | Походження мешканців:     | Походження мешканців: | Походження мешканців: | Походження мешканців: |
| ------------------------- | ------------------------- | --------------------- | --------------------- | --------------------- |
| Походження                |                           |                       | осіб                  | %                     |
| Корінні американці        | Корінні американці        |                       | 910                   | 7.15%                 |
| Інше північноамериканське | Інше північноамериканське |                       | 3 715                 | 29.19%                |
| Європейське               | Європейське               |                       | 10 515                | 82.63%                |
| британське                | британське                |                       | 6 930                 | 54.46%                |
| французьке                | французьке                |                       | 1 675                 | 13.16%                |
| українське                | українське                |                       | 1 155                 | 9.08%                 |
| Латинськоамериканське     | Латинськоамериканське     |                       | 145                   | 1.14%                 |
| Карибське                 | Карибське                 |                       | 50                    | 0.39%                 |
| Африканське               | Африканське               |                       | 80                    | 0.63%                 |
| Азійське                  | Азійське                  |                       | 565                   | 4.44%                 |
| Океанійське               | Океанійське               |                       | 145                   | 1.14%                 |

| Зайнятість населення за галузями (за класифікацією NOC): | Зайнятість населення за галузями (за класифікацією NOC): | Зайнятість населення за галузями (за класифікацією NOC): | Зайнятість населення за галузями (за класифікацією NOC): | Зайнятість населення за галузями (за класифікацією NOC): |
| -------------------------------------------------------- | -------------------------------------------------------- | -------------------------------------------------------- | -------------------------------------------------------- | -------------------------------------------------------- |
|                                                          |                                                          |                                                          |                                                          |                                                          |
| Управління                                               | Управління                                               |                                                          | 13,2%                                                    | 13,2%                                                    |
| Бізнес, фінанси та адміністрування                       | Бізнес, фінанси та адміністрування                       |                                                          | 14%                                                      | 14%                                                      |
| Природничі та прикладні науки                            | Природничі та прикладні науки                            |                                                          | 5%                                                       | 5%                                                       |
| Охорона здоров'я                                         | Охорона здоров'я                                         |                                                          | 6,7%                                                     | 6,7%                                                     |
| Освіта, правозахист, муніципальні та урядові служби      | Освіта, правозахист, муніципальні та урядові служби      |                                                          | 8,2%                                                     | 8,2%                                                     |
| Мистецтво, культура, відпочинок та спорт                 | Мистецтво, культура, відпочинок та спорт                 |                                                          | 2,5%                                                     | 2,5%                                                     |
| Роздрібна торгівля та послуги                            | Роздрібна торгівля та послуги                            |                                                          | 22,1%                                                    | 22,1%                                                    |
| Гуртова торгівля, транспорт та обладнання                | Гуртова торгівля, транспорт та обладнання                |                                                          | 20,3%                                                    | 20,3%                                                    |
| Природні ресурси, сільське господарство                  | Природні ресурси, сільське господарство                  |                                                          | 4,1%                                                     | 4,1%                                                     |
| Виробництво                                              | Виробництво                                              |                                                          | 3,8%                                                     | 3,8%                                                     |

## Клімат
Середня річна температура становить 8,3°C, середня максимальна – 23,6°C, а середня мінімальна – -10,4°C. Середня річна кількість опадів – 400 мм.
| Клімат поселення                              | Клімат поселення | Клімат поселення | Клімат поселення | Клімат поселення | Клімат поселення | Клімат поселення | Клімат поселення | Клімат поселення | Клімат поселення | Клімат поселення | Клімат поселення | Клімат поселення | Клімат поселення |
| Показник                                      | Січ.             | Лют.             | Бер.             | Квіт.            | Трав.            | Черв.            | Лип.             | Серп.            | Вер.             | Жовт.            | Лист.            | Груд.            |                  |
| Середній максимум, °C                         | 3,37             | 6,11             | 10,74            | 15,29            | 19,80            | 23,58            | 22,73            | 22,63            | 17,43            | 11,19            | 5,06             | 0,48             |                  |
| Середня температура, °C                       | −3,51            | −0,78            | 3,86             | 8,41             | 12,92            | 16,70            | 19,71            | 19,61            | 14,40            | 8,16             | 2,04             | −2,55            |                  |
| Середній мінімум, °C                          | −10,4            | −7,64            | −3,02            | 1,53             | 6,05             | 9,81             | 16,68            | 16,60            | 11,38            | 5,14             | −0,98            | −5,56            |                  |
| Норма опадів, мм                              | 36               | 23               | 23               | 27               | 38               | 43               | 36               | 32               | 35               | 29               | 38               | 40               |                  |
| Середньомісячна швидкість вітру, м/с          | 2.00             | 1.90             | 2.21             | 2.40             | 2.30             | 2.21             | 2.20             | 2.10             | 1.90             | 2.00             | 2.13             | 2.10             |                  |
| Середньомісячна сонячна радіація, кДж/м²·день | 3282             | 6568             | 11484            | 16501            | 20223            | 21858            | 23044            | 19663            | 13994            | 8041             | 3783             | 2618             |                  |
| --------------------------------------------- | ---------------- | ---------------- | ---------------- | ---------------- | ---------------- | ---------------- | ---------------- | ---------------- | ---------------- | ---------------- | ---------------- | ---------------- | ---------------- |
| Джерело:                                      |                  |                  |                  |                  |                  |                  |                  |                  |                  |                  |                  |                  |                  |